# Why Me
A Why Me című dal egy amerikai gospel / country dal, amelyet Kris Kristofferson írt és vett fel.

## A dal története
Az 1970-es években Kristofferson dalai nagyon sikeressé váltak Nashville-ben. 1973-ban karrierje egyik legsikeresebb felvételét jelentette meg Why Me címmel. A  countryzenészek történetírója, Bill Malone szerint Kris ezt a dalt azután írta, hogy meghallgatta Jimmie Rogers Snow tiszteletes beszédét. Malone elmondja, hogy habár ez nem tipikus Kristofferson-dal, mégis úgy fogható fel, mint a Sunday Morning Comin' Down vallásos verziója. Ezúttal a 'comin' down' rész nem a drogokra utal, hanem az 1960-as évek élvhajhász életstílusára. Malone Kristofferson rekedt hangját "tökéletesnek" nevezte. "Olyan a hangja, mint egy férfinak, aki sokat élt, tett jót és rosszat is, de mégis meghajtja fejét az Úr előtt."
A Why Me-t 1972-ben vették fel, a háttérvokál, Kris későbbi felesége, Rita Coolidge és a későbbi nagy sikereket elérő zenész és dalszövegíró Larry Gatlin biztosította.

## Siker
- A Why Me az egyetlen olyan Kris által előadott dal amely a country listákon, és a Billboard listán is első helyezést kapott 1973 júliusában.
- A felvétel Billboard Hot 100 listáján a 16. volt, és a "The Billboard Book of Top 40 Hits,"  listán  19 hétig volt a legjobb negyven között.
- A kislemezből több mint 1 millió példány kelt el világszerte.
- 2007-ben a Christian Music Hall of Fame is bejegyezte.